# José María Minella
José María Minella (Mar del Plata, 9 augustus 1909 – 13 augustus 1981) was een Argentijnse voetballer en voetbalcoach. 
Hij begon zijn carrière bij Independiente Mar del Plata. In 1928 trok hij naar Gimnasia y Esgrima La Plata. In 1935 verkaste hij naar River Plate en behaalde met deze ploeg drie landstitels. 
Met het nationaal elftal won hij in 1937 en 1941 de Copa América. Als trainer behaalde hij met River Plate ook grote successen. 
Het Estadio José María Minella in Mar del Plata werd naar hem vernoemd. 

## Foto's

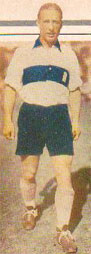
1933